# كسر انفجاري
كسر انفجاري (بالإنجليزية: Burst fracture)‏ هو نوع من إصابات العمود الفقري الناتجة عن الصدمات، حيث ينكسر الفقرة بسبب تحميل محوري عالي الطاقة مثل حوادث المرور أو السقوط من ارتفاع كبير أو السرعات العالية، وبعض أنواع النوبات التشنجية. يمكن أن تؤدي هذه الإصابة إلى تطاير شظايا الفقرة إلى الأنسجة المحيطة، وأحيانًا داخل القناة الشوكية.يتم تصنيف كسور الانفجار بناءً على شدة التشوه، ومدى تضيق القناة الشوكية، ودرجة فقدان ارتفاع جسم الفقرة، ودرجة العجز العصبي. وتُعتبر هذه الكسور أكثر خطورة من الكسور الانضغاطية، نظرًا لاحتمالية حدوث ضرر عصبي طويل الأمد. قد تظهر الأعراض العصبية بشكل فوري، أو قد تتفاقم بمرور الوقت.

## الأسباب
- الحوادث المرورية: مثل حوادث السيارات أو الدراجات النارية التي تسبب قوة ضغط شديدة على العمود الفقري.
- السقوط من ارتفاع عالٍ: السقوط على القدمين أو الأرداف يمكن أن يؤدي إلى انتقال القوة إلى الفقرات، مما يؤدي إلى الكسر الانفجاري.
- الإصابات الرياضية العنيفة: خاصة في الرياضات التي تتضمن القفز أو الاصطدامات القوية مثل الجمباز أو المصارعة.
- الصدمات المباشرة: مثل الضربات القوية على الظهر أو الحوادث الصناعية التي تؤثر بشكل مباشر على العمود الفقري.
- هشاشة العظام أو الأورام: قد تجعل العظام ضعيفة وأكثر عرضة للكسر حتى مع إصابات أقل شدة.

## التشخيص

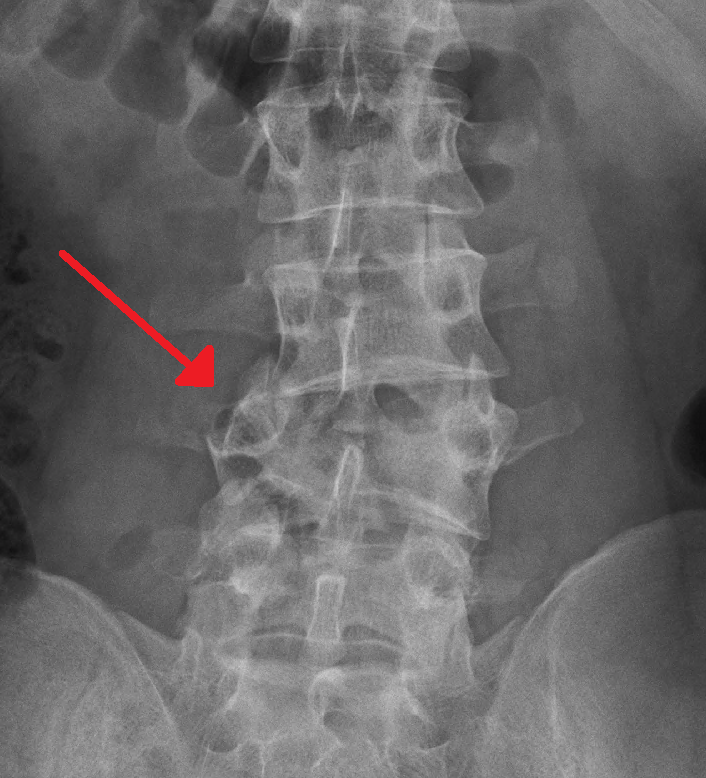
كسر انفجاري للفقرة الظهرية الرابعة بالأشعة السينية

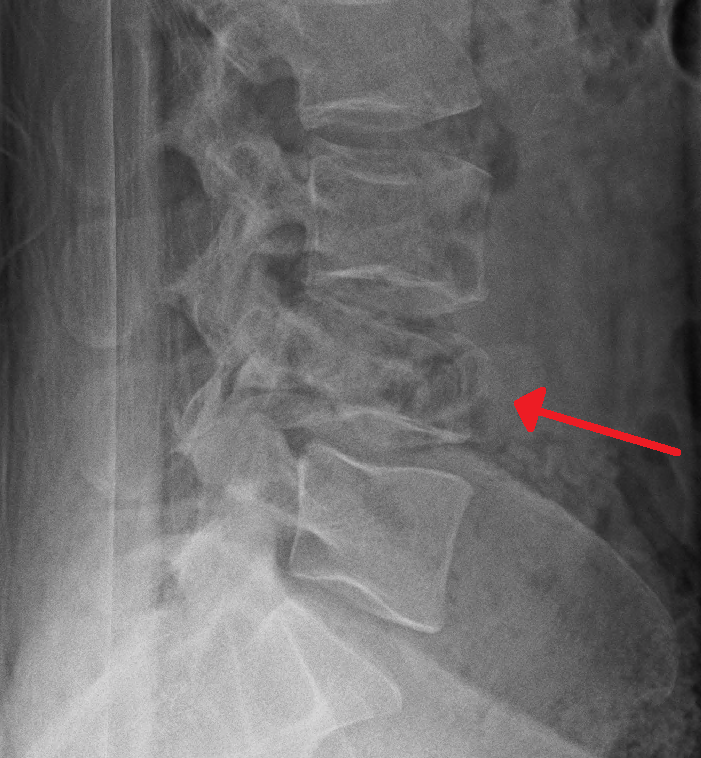
كسر انفجاري للفقرة الظهرية الرابعة بالأشعة السينية

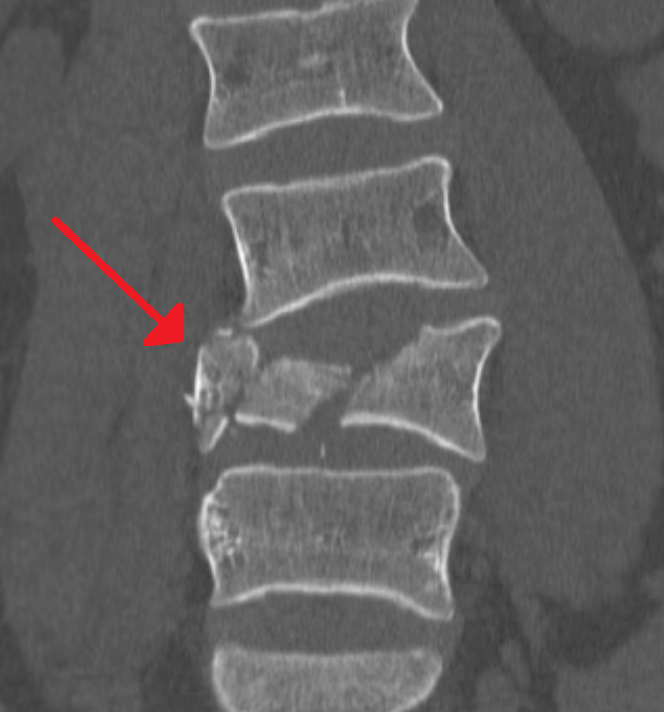
كسر انفجاري للفقرة الظهرية الرابعة بالأشعة المقطعية

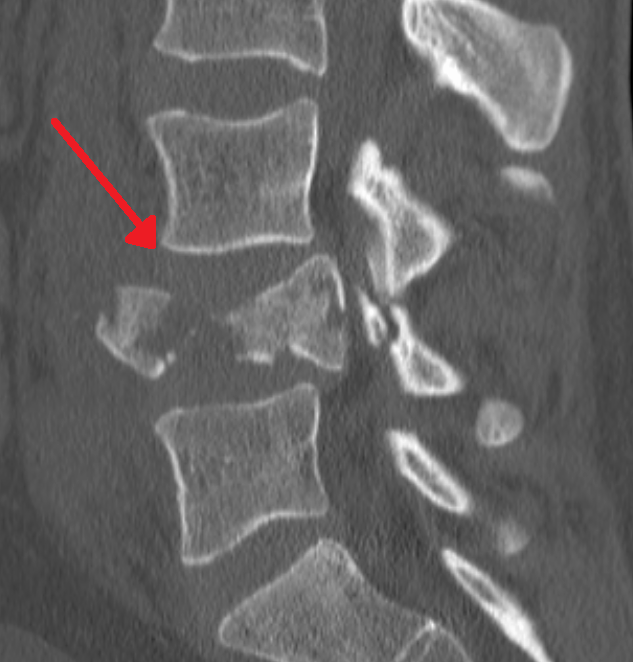
كسر انفجاري للفقرة الظهرية الرابعة بالأشعة المقطعية

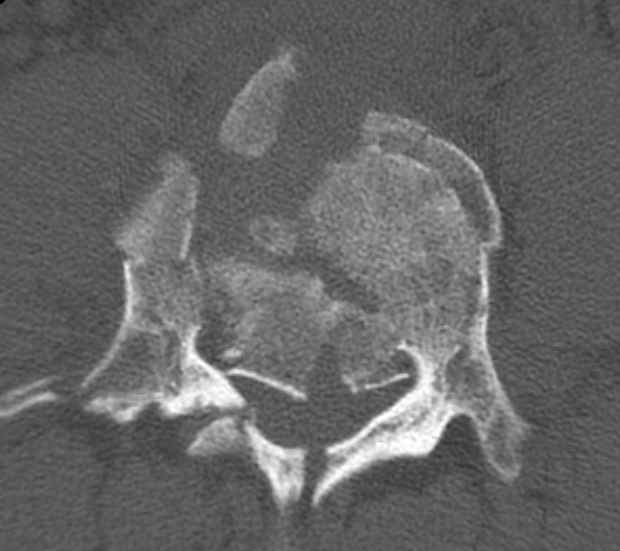
كسر انفجاري للفقرة الظهرية الرابعة بالأشعة المقطعية

يُشخص عن طريق التصوير بالأشعة

## العلاج
يُطلب الاستشفاء الفوري، حيث قد تؤدي هذه الإصابات إلى درجات متفاوتة من إصابة الحبل الشوكي، مع احتمال حدوث شلل. يتم إجراء الأشعة السينية والتصوير بالرنين المغناطيسي لتحديد ما إذا كان يمكن التعامل مع الكسر الانفجاري جراحيًا أو بدون جراحة. يكون التدخل الجراحي ضروريًا عندما يكون الكسر الانفجاري غير مستقر. يعتمد التنبؤ بعدم استقرار العمود الفقري في كسور الفقرات الصدرية والقطنية على عدة معايير إشعاعية وسريرية. لا تزال الجهود مستمرة لتحسين أنظمة تصنيف الكسور من أجل التنبؤ الأفضل بعدم الاستقرار. قد يساعد نموذج المنطقة المحورية ، الذي اقترحه أطباء في معهد بارو لطب الأعصاب ، في تحسين القدرة على التنبؤ بالاستقرار، حيث يعتمد ليس فقط على عدد الأعمدة المصابة، ولكن أيضًا على عدد المناطق المتأثرة بالإصابة. لا تزال هناك حاجة إلى مزيد من الدراسات السريرية والميكانيكية الحيوية للتحقق من صحة هذا النموذج.
العلاج الجراحي: تتوفر عدة خيارات للعلاج الجراحي، وأكثرها شيوعًا إجراء دمج للفقرات  المتبقية في المنطقة المصابة، وإزالة الأجزاء الكبيرة المتفككة من الفقرة. عملية دمج الفقرات تتضمن تثبيت فقرتين أو أكثر بشكل دائم من خلال الجراحة باستخدام زرعات من التيتانيوم. هناك تقنية أقل شيوعًا تتضمن استبدال الفقرة المكسورة بعظم صناعي  أو عظم مأخوذ من جثة. أُستخدمت كلتا الطريقتين بنجاح لدى كبار السن، لكن لم تُجرَ بعد على المرضى الأصغر سنًا بسبب عدم وضوح مدى استقرارها على المدى الطويل.
العلاج غير الجراحي: يمكن اللجوء إلى العلاج غير الجراحي في الحالات التي لا تعاني من أي إصابة عصبية، ويشمل استخدام دعامة خارجية للجسم بالكامل، عادةً دعامة الصدر القطنية العجزية، والتي يتم تشكيلها خصيصًا وفقًا لجسم المريض. تُجري الأشعة السينية والتصوير بالرنين المغناطيسي كل أسبوعين أثناء ارتداء ذلك الدعامة لتقييم استقرار العمود الفقري. يجب ارتداء الـدعامة لمدة 2-3 أشهر على مدار الساعة. يخضع المريض لعدة أشهر من العلاج الطبيعي لتقوية العضلات التي تعرضت للضمور، وفي بعض الحالات لتعلم المشي مجددًا. قد يُلاحظ بعض الخلع الفقري الطفيف بعد إزالة الـدعامة، وهو أمر متوقع ضمن الحدود الطبيعية، ولا يسبب أي تأثير عصبي كبير بحلول الشهر الثالث. إذا لم تحدث خلوع إضافية أو خلع جزئي، فقد لا تكون هناك حاجة إلى أي تثبيت خارجي إضافي.

## المآل
على المدى الطويل، قد تتأثر المنطقة المصابة بدرجات متفاوتة من الألم والوظيفة والمظهر طوال حياة الشخص. يؤدي الكسر الانفجاري إلى انخفاض دائم في الارتفاع الأمامي، ودرجات متفاوتة من الحداب، وإمكانية حدوث تغيرات في شدة الإشارات العصبية مع احتمال التدهور بمرور الوقت. على مدار حياة الشخص، قد يعاني من آلام وتعب إضافي في العمود الفقري والأطراف بسبب تزايد الخلل الوظيفي العصبي.

## الروابط الخارجية
Information for patients - spinal trauma - Oxford Clinic